# استان سوکره
استان سوکره (به اسپانیایی: Provincia de Sucre) یک استان در پرو است که در منطقه آیاکوچو واقع شده‌است.